# شهرستان آرورا
شهرستان آرورا، داکوتای جنوبی (به انگلیسی: Aurora County, South Dakota) یک سکونتگاه مسکونی در ایالات متحده آمریکا است که در داکوتای جنوبی واقع شده‌است.

## خصوصیات
شهرستان آرورا ۱٬۸۴۵ کیلومترمربع مساحت دارد.